# Theodor Bastard
«Theodor Bastard» — гурт, що виступає у стилі фолк-, етно-музики, трип-хоп, дарквейв, електро, є відомим представником альтернативної російської музичної культури. У творчості групи відображені весь досвід та знання зібрані лідерами Федором та Яною в багатьох подорожах світом та синтезовані в експериментальні, незвичні за своїм звучанням платівки.

## Склад
- Федор Сволочь — гітара
- Олексій «Кусас» Курасов — перкусія
- Тарас «Монті» Фролов — клавіші
- Макс Костюнін — бас
- Яна Вева — вокал

## Історія гурту
Історія гурту починається з об'єднання виконавця нестандартної та експериментальної «андеграудної» музики, що виступав під псевдонімом Федор Сволочь та співачки Яни Веви, які разом й створили групу «Theodor Bastard». Перший спільний виступ відбувся у 1999 році в Галереї Експериментального Звуку, після якого й було прийнято рішення створити гурт.
До утворення «Theodor Bastard» Федор Сволочь випустив три альбоми: «Восемь способов добиться леди»(рос.) (1996), «Как не нужно делать попсу»(рос.)(1997) «Зверинец Крафта-Эбинга»(рос.)(1998), які відрізнялись експериментальним, шумовим електронним звучанням в жанрі нойз-експериментів. У створенні альбому автор використовує шуми та звуки, створені за допомогою звичайних речей, таких як скрипіння дверей або наприклад записане звучання падіння каміння, що дає змогу створити оригінальні, досі невідомі поєднання.

### «Agorafobia» (2000)
Саме синтез вокалу Яни Веви та незвичайних треків Федора й поклало початок існуванню гурта та дало змогу випустити перший альбом «Agorafobia» (2000), попередником якого був збірник «Leave in Heaven», де записані перші живі виступи.
З 2000 року по 2003 рік група продовжує гастролювати, записує перший трек, в якому участь вокалістки відображається у повній мірі — «Sattelite» (2001), а також бере участь у фестивалі «Faut Qu'ca Bouge» в Брюселі. У березні 2003 року виходить альбом «Пустота»(рос.), який дуже схвально зустрічається публікою та пресою. В ньому гурт приходить до жанру трип-хопу та етно-музики. Виконавці вирізняються від інших представників вдалим поєднанням електронної музики, використанням фольклорних елементів, мов малих народів, таких як пушту і урду та наспівів на неіснуючій мові, що надає пісням медитативного звучання та таємничості. До головного треку платівки — «Пустота», створюється анімаційний кліп художником та аніматором Kol Belov. Альбом активно видається в інших країнах (Німеччині, Туреччині). З даним альбомом гурт активно виступає у багатьох країнах, бере участь у німецькому фестивалі «Fusion», що дає поштовх зросту популярності групи. В цей час починається співробітництво з гуртом «Театр Яда», що відображається у створенні анімаційного кліпу авторства Артура Меркулова на ремікс пісні «Сельва», в якому використовується вокал лідера гурту «Театр Яда». На основі європейських концертів та виступів видається альбом «Суета»(рос.) (2006).

### «Белое: Ловля Злых Зверей», «Белое: Предчувствие и Сны», «Remixed» (2008—2011)
Наступні два альбоми є поворотним моментом в існуванні гурту, виконавці переходять до російськомовних записів, більшому використанні фольклорної музики, і «знаходять» потрібне звучання в другому альбомі. Це альбоми «Белое: Ловля Злых Зверей»(рос.)(2008) та «Белое: Предчувствие и Сны»(рос.)(2009). На концерти почали запрошувати музикантів, що грають на народних та інших, нетрадиційних раніше для гурту інструментах — таких, як гуслі, віолончель.
В 2010 році випускається сингл «Tapachula», що видається додатково колекційним виданням. Гурт бере участь у фестивалі в Лейпцизі «WGT», влаштовує концерти в Познані та Варшаві. В 2011 році виходить альбом «Remixed», де видаються ремікси, створені багатьма групами та виконавцями на пісні групи.

### «Oikoumene», «Music for Empty Spaces» (2012)
Надалі основною подією стає видання альбому «Oikoumene» в 2012 році, що є результатом проробленої великої роботи над звучанням. Гурт відмовляється від звичайного напів-електронного звучання, і звертається до живого вокалу та вкрапленнях незвичних народних інструментів в записи. Ця платівка перевидається в 2012—2013 роках декількома зарубіжними студіями звукозапису, а також видається на вініловій основі. В підтримку альбому «Oikoumene» група проводить серію турів по Росії та Європі, а також бере участь у великих фестивалях, таких як: «WaveGotic Treffen» (Німеччина), «Wild Mint» (Росія), «Dark Boombastic Evening» (Румунія), «Вольные Паветра» (Белорусія), «Labadaba» (Латвія), «Menuo Juodaragis» (Литва), «Castle Party» (Польща) та інших.
Паралельно до цього альбому в кінці 2012 року видається платівка «Music for Empty Spaces», в якому група об'єднує пару саундтреків до фільмів та експериментальні записи групи, що вже традиційно є поєднанням електронної музики, незвичних інструментів та вокалу солістки. 
В 2013 році записується фільм-концерт «Theodor Bastard — Live in Dobrolet studio», що є результатом великого туру, в якому крім основних виконавців були запрошені інші музиканти та вже відомі пісні були перероблені або були піддані новій обробці. В 2014 році виходить перевидання першого альбому «Пустота» та проведений великий концертний тур.

### 2015—2016
В 2015 році група бере участь у фестивалях Бродский Drive (Росія, Санкт-Петербург), Зов Пармы (Росія, Пермський край, с. Камгорт), Castlefest (Нідерланди, Ліссе).
В кінці квітня 2016 року вийшов альбом «Ветви»(рос.), в якому гурт повертається до російськомовних записів та фольклорного звучання. В 2016 році група бере участь в шоу-кейс фестивалі Tallinn Music Week (Таллінн, Естонія), в фестивалях Троица: Всё живое (Росія, Електровуглі), Дикая мята (Росія, Тульська область), Dark Bombastic Evening 7 (Румунія, Алба-Юлія), Mėnuo Juodaragis XIX (Литва, Зарасай). Останнім на даний час є концертний тур «Необычные концерты».

## Дискографія
Фёдор Сволочь
- 1996 — Восемь способов добиться леди
- 1997 — Как не нужно делать попсу
- 1998 — Зверинец Крафта-Эбинга

Theodor Bastard
- 1999 — Wave Save
- 2000 — Agorafobia
- 2000 — Live In Heaven
- 2002 — BossaNova_Trip
- 2004 — Пустота
- 2006 — Суета
- 2008 — «Мир» (сінгл)
- 2008 — Белое: Ловля Злых Зверей
- 2009 — Белое: Предчувствия и Сны
- 2009 — «Будем жить» (сінгл)
- 2010 — «Tapachula» (сінгл)
- 2011 — Remixed
- 2012 — Music for the empty spaces
- 2012 — Oikoumene
- 2014 — Пустота (Remastered)
- 2015 — Ветви

Moon Far Away
- 2005 — Anti — Lado World

Requiem For FM
- 2006 — kRASH!

Збірки
- 2006 — Colours Of Black: Russian Dark Scene Compilation, Volume 2
- 2005 — …It Just Is (In Memoriam: Jhonn Balance)